# Aleksandr Uszakow (generał)
Aleksandr Kleonakowicz Uszakow (ros. Александр Клеонакович Ушаков, ur. 1803, zm. 1877) – rosyjski generał piechoty, przewodniczący głównego sądu wojennego od 1867, członek audytoriatu ministerstwa wojny od 1864, Naczelnik Radomskiego Oddziału Wojennego w czasie powstania styczniowego.
Brał udział w wojnie rosyjsko-tureckiej 1828–1829, uczestniczył w tłumieniu powstania listopadowego w 1831 i powstania węgierskiego w 1849. Od 1853 dowódca 7. Dywizji Piechoty. Walczył w wojnie krymskiej. W 1856 tymczasowo dowodził 3. Korpusem.